# Майк Вернон
Майкл Вернон (англ. Michael Vernon; 24 лютого 1963, м. Калгарі, Альберта, Канада) — канадський хокеїст, воротар. 
Виступав за «Калгарі Ренглерс» (ЗХЛ), «Калгарі Флеймс», «Монктон Голден-Флеймс» (АХЛ), «Детройт Ред-Вінгс», «Сан-Хосе Шаркс», «Флорида Пантерс».
У складі національної збірної Канади учасник чемпіонату світу 1991. У складі молодіжної збірної Канади учасник чемпіонату світу 1983.
Досягнення
- Срібний призер чемпіонату світу (1991)
- Володар Кубка Стенлі (1989, 1997)
- Учасник матчу всіх зірок НХЛ (1988, 1989, 1990, 1991, 1993)

Нагороди
- Трофей Вільяма М. Дженнінгса (1996)
- Трофей Конна Смайта (1997)
- Трофей Дела Вілсона (1982, 1983)